# Boda (Bangladesh)
Boda è un sottodistretto (upazila) del Bangladesh situato nel distretto di Panchagarh, divisione di Rangpur. Si estende su una superficie di 349,47 km² e conta una popolazione di 232.124  abitanti (censimento 2011).